# Riu Kokolik
El riu Kokolik (en anglès Kokolik River) és un riu de 322 quilòmetres de llargada que es troba a l'oest de North Slope, a l'estat d'Alaska, als Estats Units. Neix a les muntanyes De Long, a l'oest de la serralada Brooks i discorre generalment cap al nord i nord-oest fins a la Llacuna Kasegaluk. La desembocadura es troba a poc més d'un quilòmetre a l'est de Point Lay, al mar dels Txuktxis, a l'oceà Àrtic.
El seu nom en inuit, Kokolik, fa referència al Polygonum viviparum, una planta comestible que es troba a la regió. Una variant del nom, Kepizetka (qipigsatqaq), es troba inscrit en un mapa inuit de finals del segle xix i significa "torça" o "torta".